# Fall River, Massachusetts
Fall River är en gammal amerikansk textilindustristad i delstaten Massachusetts. Året 2000 hade den 91 938 invånare. 2010 hade orten 88 857 invånare.

### Fotnoter
1. ↑  United States Census Bureau, 2010 U.S. Gazetteer Files, United States Census Bureau, 2010, läst: 9 juli 2020.[källa från Wikidata]
2. ↑  United States Census Bureau (red.), USA:s folkräkning 2020, läs online, läst: 1 januari 2022.[källa från Wikidata]
3. ↑  hämtat från: engelskspråkiga Wikipedia.[källa från Wikidata]
4. ↑  läs online, fallriverma.gov , läst: 9 januari 2024.[källa från Wikidata]
5. ↑  ”Fall River city, Massachusetts” (på engelska). American Factfinder. 26 februari 2010. Arkiverad från originalet den 29 april 2016. https://web.archive.org/web/20160429033623/http://factfinder.census.gov/faces/nav/jsf/pages/community_facts.xhtml. Läst 30 september 2016.